# Stenosi biliare
Per stenosi biliare si intende un patologico restringimento della via biliare principale, in grado di arrivare a causare ostruzione al deflusso biliare.

## Sintomatologia
Si riscontrano febbre, ittero, brivido, dolore addominale.

## Eziologia
Spesso la causa di questa anomalia risulta essere un fenomeno di cicatrizzazione, inoltre fattori scaturenti possono essere pregressi interventi chirurgici sulle vie biliari, trauma fisico, pancreatite, colelitiasi.

## Terapie
Il trattamento è di tipo chirurgico, la persona deve sottoporsi ad intervento chirurgico endoscopico.